# 维济亚讷格勒姆
维济亚讷格勒姆是印度安得拉邦的一座城市，人口约17万（2001年）。

## 人口
该地2001年总人口174324人，其中男性86111人，女性88213人；0—6岁人口18180人，其中男9329人，女8851人；识字率68.43%，其中男性为75.14%，女性为61.88%。